# Solana del Mig (la Rua)

La Solana del Mig, respecte del terme d'Abella de la Conca

La Solana del Mig, és una solana del terme municipal d'Abella de la Conca, a la comarca del Pallars Jussà, en territori del poble de la Rua.
Està situada al nord de la Rua i al sud-sud-oest de Can Miquel de la Borda, a migdia de l'Obac del Xut. Està inclosa en la partida rural del Serrat.

## Etimologia
Es tracta d'un topònim romànic modern de caràcter descriptiu, posat, en aquest cas, per la seva situació geogràfica entre altres serrats.